# Aris Thessaloniki (Volleyball)
Aris Thessaloniki VC (griechisch Άρης Θεσσαλονίκη ΤΑΠ) ist die Volleyballabteilung des renommierten griechischen Sportvereins Aris.

## Geschichte
Die erste offizielle Panhellenische Meisterschaft im Volleyball wurde 1936 ausgetragen. Im Jahre 1968 wurde die Liga grundlegend reformiert. Seitdem ist der Aris VC mit Ausnahme zweier Spielzeiten fester Bestandteil der höchsten griechischen Spielklasse im Volleyball. Nach anfänglichen Schwierigkeiten etablierte man sich zur drittstärksten Kraft, konnte aber die dauerhafte Dominanz der zwei Großen, Olympiakos Piräus und Panathinaikos Athen, die die Meisterschaft jährlich unter sich ausmachten, nicht brechen. Erst in der Saison 1993/94 erspielte man sich zum ersten Mal die Vizemeisterschaft, nachdem man Jahre zuvor zumeist nur den dritten Platz belegen durfte. In der Saison 1995/96 konnte man diesen Erfolg wiederholen, um ein Jahr später die erste und bisher einzige Meisterschaft zu feiern. Zudem sicherte man sich auch den ausgetragenen Supercup gegen Pokalsieger Olympiakos. Aris ist damit der erste griechische Meister im Volleyball, der seit der Reformation der Liga nicht aus Athen stammte. In den Folgejahren konnte man dieses Niveau aber nicht mehr halten und rutschte ins Mittelfeld der Liga ab. In der Saison 2003/04 gelang es Aris VC dann nicht mehr, die Klasse zu halten, und man stieg erstmals ab. Nachdem man zwei Jahre unterklassig gespielt hatte, stieg man zur Saison 2006/07 wieder auf und sicherte sich den neunten Platz. Mit dem dritten Platz in der Saison 2009/10 nahm man auch wieder am internationalen Wettbewerb teil.

## Platzierungen
Endplatzierungen in der höchsten Spielklasse seit der Saison 1990/91
| Saison        | 91 | 92 | 93 | 94 | 95 | 96 | 97 | 98 | 99 | 00 | 01 | 02 | 03 | 04 | 05 | 06 | 07 | 08 | 09 | 10 | 11 | 12 | 13 | 14 | 15 | 16 | 17 | 18 |
| ------------- | -- | -- | -- | -- | -- | -- | -- | -- | -- | -- | -- | -- | -- | -- | -- | -- | -- | -- | -- | -- | -- | -- | -- | -- | -- | -- | -- | -- |
| Platzierungen | 3  | 3  | 3  | 2  | 4  | 2  | 1  | 3  | 5  | 9  | 5  | 7  | 6  | 11 | -  | -  | 9  | 7  | 6  | 3  | 7  | 4  | 6  | 9  | 9  | 11 | -  | -  |

## Titel
- Griechische Meisterschaft: 1

1997
- Griechischer Supercup: 1

1997
- Stadtmeisterschaft (Thessaloniki): 5

1925, 1964, 1966, 1967, 1968